# Vuohisaari (ö i Mellersta Finland, Joutsa, lat 61,80, long 26,40)
Vuohisaari är en ö i Finland. Den ligger i sjön Hirvijärvi och i kommunen Joutsa i den ekonomiska regionen  Joutsa ekonomiska region  och landskapet Mellersta Finland, i den södra delen av landet, 200 km norr om huvudstaden Helsingfors. Öns area är 3,7 hektar och dess största längd är 290 meter i öst-västlig riktning.